# کارین رویتفلد
کارین رویتفلد (به فرانسوی: Carine Roitfeld) (تلفظ فرانسوی: [ka. ʁin ʁwat.fɛld]؛ زادهٔ ۱۹ سپتامبر ۱۹۵۴) یک ویراستار مد، مدل سابق و نویسنده فرانسوی است. او سردبیر سابق وگ پاریس است، سمتی که از سال ۲۰۰۱ تا ۲۰۱۱ بر عهده داشت. در سال ۲۰۱۲، او بنیان‌گذار و سردبیر CR Fashion Book یک مجله چاپی دوسالانه است که دفتر مرکزی آن در شهر نیویورک قرار دارد.

## اوایل زندگی و پیشینه خانوادگی
رویتفلد در پاریس، فرانسه به دنیا آمد. پدرش، یاکوف موتلویچ رویتفلد (در فرانسه – ژاک روتفلد)، در بلگورود دنستروفسکی (استان بسارابیا)، یکی از پنج فرزند (چهار برادر و یک خواهر) در خانواده صاحب خواربارفروشی و مغازه مسکو متل ایتسیکوویچ به دنیا آمد. رویتفلد. او مدرک حقوق خود را در سن پترزبورگ دریافت کرد، در آنجا به وکالت پرداخت، سپس در باکو و اودسا. در سال ۱۹۲۳ در سن ۳۴ سالگی از روسیه مهاجرت کرد، به اتریش، در سال ۱۹۲۵ سپس به آلمان و پس از به قدرت رسیدن نازی‌ها - به پاریس رفت. او از ازدواج اولش دو فرزند داشت، دومی یک دختر به نام کارینا داشت که ۳۴ سال از برادر بزرگترش کوچکتر بود. خود کارین رویتفلد مادرش را یک «فرانسوی کلاسیک» توصیف کرد، او پدرش را «بت» خواند و تأکید کرد که او همیشه دور بود.

## حرفه
در ۱۸ سالگی، رویتفلد مدلینگ را آغاز کرد، زیرا در خیابانی در پاریس توسط دستیار یک عکاس بریتانیایی مورد شناسایی قرار گرفت. او می‌گوید: «من یک ستاره نبودم.» من به تازگی برای مجلات جوان رزرو شده بودم. او یک نویسنده و سپس یک سبک برای مجله فرانسوی ال شد. هنگامی که او به عنوان یک استایلیست مستقل کار می‌کرد، دخترش جولیا در سال ۱۹۹۰ در یک عکس مد کودکان برای Vogue Bambini ایتالیایی بود که توسط ماریو تستینو عکاسی شد.
در مصاحبه ای در سال ۲۰۰۵ با مجله ۰۳۲سی، رویتفلد اظهار داشت: «وقتی پانزده سال برای فرانسوی Elle کار کردم، بهترین آرایشگر نبودم، اما مطمئناً وقتی با ماریو تستینو ملاقات کردم، اتفاقی افتاد. شخص مناسب برای من در زمان مناسب.» رویتفلد و تستینو خیلی زود به عنوان تیم شروع به کار کردند و کارهای تبلیغاتی و همچنین فیلم‌برداری برای Vogue آمریکایی و فرانسوی انجام دادند.
رویتفلد به مدت شش سال به عنوان مشاور و موز تام فورد در گوچی و ایو سن لوران کار کرد و همچنین در تصاویر میسونی، ورساچه و کالوین کلین مشارکت داشت.
جاناتان نیوهاوس، رئیس بین‌المللی کوندی نست برای ویرایش Vogue Paris در سال ۲۰۰۱ با او تماس گرفت در آوریل ۲۰۰۶، شایعاتی وجود داشت مبنی بر اینکه شرکت هرست با رویتفلد برای تصدی سمت سردبیری گلندا بیلی در بازار هارپر ایالات متحده تماس گرفته‌است.
در ژانویه ۲۰۱۰، او در فهرست ۱۰ بهترین لباس پوشان مجله Tatler قرار گرفت. او در مارس ۲۰۱۳ به عنوان یکی از پنجاه بهترین لباس پوش بالای ۵۰ سال توسط گاردین فهرست شد.
در ۱۷ دسامبر ۲۰۱۰، رویتفلد پس از ده سال در ووگ پاریس استعفا داد تا روی پروژه‌های شخصی تمرکز کند. او در پایان ژانویه ۲۰۱۱مجله را ترک کرد. در ۱ فوریه ۲۰۱۱ امانوئل آلت که به عنوان مدیر مد زیر نظر رویتفلد کار می‌کرد، در ووگ پاریس جانشین او شد.
رویتفلد به سبک مستقل بازگشت و در کمپین‌های پاییز ۲۰۱۱ و بهار شنل ۲۰۱۲ کار کرد، در پروژه‌هایی مانند طراحی یک نمایشگر برای بارنیز نیویورک شرکت کرد و کتاب بزرگ Irreverent را گردآوری کرد که توسط Rizzoli در سال ۲۰۱۱ منتشر شد.
او در سال ۲۰۱۲ به عنوان مدیر مد جهانی به هارپرز بازار پیوست. مستند Mademoiselle C در سال ۲۰۱۳ راه اندازی مجله CR توسط رویتفلد را مستند می‌کند. کارین رویتفلد در نهایت بیش از دو میلیون دارایی خالص را تشکیل داد. این امکان‌پذیر بود زیرا کار او هر بار ارزش او را افزایش می‌داد.

## زندگی شخصی
رویتفلد و شریک زندگی خود کریستین رستوین از اواخر دهه ۱۹۷۰ با هم بودند، اگرچه ازدواج نکرده بودند. Restoin خالق خط لباس Equipment بود که در سال ۲۰۰۱ پس از پذیرفتن Roitfeld سردبیری وگ آن را تعطیل کرد. این زوج دو فرزند دارند، جولیا رستوین رویتفلد که در ۱۲ نوامبر ۱۹۸۰ به دنیا آمد و ولادیمیر رستوین رویتفلد متولد دسامبر ۱۹۸۴. هر دو در پاریس به دنیا آمدند.
جولیا در می ۲۰۰۶ از مدرسه طراحی پارسونز در شهر نیویورک فارغ‌التحصیل شد و در نوامبر ۲۰۰۶ چهره عطر تام فورد Black Orchid شد ولادیمیر در سال ۲۰۰۹ از دانشکده هنرهای سینمایی دانشگاه کالیفرنیای جنوبی فارغ‌التحصیل شد.

## پیوندها به بیرون
- وبگاه رسمی وگ پاریس
- وبگاه رسمی کتاب مد CR
- هیلی، موری: «ما فرانسوی هستیم! ما سیگار می‌کشیم، گوشت نشان می‌دهیم، آزادی زیادی داریم!» آبزرور، ۲۵ فوریه ۲۰۰۷.